# Честин (тврђава)
Честин (стсл. Честинь, лат. Castrum Chestyn, Chezthyn, Cseztin, Cheznek) је тврђава у Србији чији се остаци налазе код истоименог места у општини Кнић, 15 km југозападно од Крагујевца. У изворима се помиње крајем 14. века, у вези са дешавањима после Косовске битке. Мађари су током јесени 1389. године упали у Србију и почетком новембра су опсели и заузели Честин и оближњи Борач. Идуће године, српске снаге, ојачане помоћним отоманским одредима, су потиснуле Мађаре и повратиле изгубљене градове. Рушевине тврђаве, смештене на брду Градина (564 m нмв), нису археолошки истраживане.

## Прошлост тврђаве
Након Косовске битке, током јесени 1389. године, у Србију су упале снаге Краљевине Мађарске предвођене краљем Жигмундом (1387—1437) и у новембру су заузете тврђаве Честин и Борач, под којим је краљ издао седам повеља. Већ током лета наредне године, српске снаге, ојачане отоманским одредима, повратиле су изгубљене градове, а борбе у области око њих, вођене су и наредне две године. После Никопољске битке (1396), снаге Краљевине Мађарске поново упале у Србију. Том приликом је освојен Борач, док су напади на Честин и Неваде одбијени.
Тврђава Честин се помиње на надгробном споменику властелина непознатог имена који је владао њиме 33 године. На оштећеном натпису се помињу имена Алтоман и Никола, што је део научника повезао са великим жупаном Алтоманом и његовим сином Николом Алтомановићем, на основу чега је сам споменик датиран у седму деценију 14. века (тачније 1367. године). Према другом тумачењу, на натпису се помиње неки други Алтоман, чији се отац звао Никола, па се он не може везати за великог жупана Алтомана, чији је отац био војвода Војин.

## Остаци тврђаве
Тврђава има облик неправилне издужене елипсе, дужине око 85 m (исток-запад) и ширине око 40 m (север-југ), са једном кулом смештеном на источном бедему, при врху брда. По свом облику (неправилна елипса са једном кулом), Честин подсећа на неколико других утврђења у његовој близини:
- Сребрница код Страгара на Руднику
- Јеринин Град код Пајсијевића
- Градина код у селу Мајдан, на врху Ђуревац на Руднику.